# أحمد الغامدي
أحمد الغامدي الملقب عكرمة (2 يوليو 1979 - 11 سبتمبر 2001) كان أحد الخمسة الذين خطفوا طائرة يونايتد ايرلاينز الرحلة 175 كجزء من هجمات 11 سبتمبر
ولد الغامدي في السعودية في عام 1979 ، شارك في القتال في الشيشان وتدرب في معسكرات القاعدة في أفغانستان حيث اختاره أسامة بن لادن للمشاركة في هجمات أمريكا.
وصل في الولايات المتحدة مايو 2001 بتأشيرة سياحية وفي 11 سبتمبر 2001، استقل طائرة يونايتد ايرلاينز الرحلة 175 وساعد في خطف الطائرة بقيادة مروان الشحي حيث صُدمت في البرج الجنوبي لمركز التجارة العالمي، كجزء من الهجمات المنسقة.